# حملة ساراتوجا
حملة ساراتوجا هي محاولة من بريطانيا العظمى لاعادة السيطرة العسكرية على وادي نهر هدسون المهم إستراتيجيا ابان الثورة الأمريكية في عام 1777، قاد جون بيرغوين من كويبيك الهجوم الأولي للحملة بجيش قوامه 8,000 رجل، تحرك فوق بحيرة شامبلين أسفل نهر هدسون إلى مدينة ساراتوجا بولاية نيويورك واُجبر معظم الجيش على الاستسلام بعد معارك مثيرة في ساراتوجا من سبتمبر ولغاية أكتوبر.
فشلت جهود العقيد باري سانت ليغر لإسناد برغوين بمحاولة التحرك إلى ألباني بولاية نيويورك عبر وادي نهر موهوك، وأجبرت الحملة على الانسحاب بعد فقدان المساندة الهندية في حصار حصن ستانوكس، الحملة الثالثة المتوقعة من الجنرال بيرغوين لم تتحقق (نتيجة فقدان التنسيق في أهداف الحملة في تلك السنوات) عندما أرسل الجنرال ويليام هوي جيشه للاستيلاء على فيلادلفيا بدل إرسال ولو جزء منه أعلى إلى نهر هدسون من مدينة نيويورك، المساندة من مدينة نيويورك حدثت على يد السير هنري كلينتون في أوائل أكتوبر ولكنها لم تؤثر على النتيجة.
الانتصار الأمريكي رفع المعنويات بشكل كبير للأمة الناشئة وشجع فرنسا في الدخول في النزاع ومساندة الولايات المتحدة بالمال والجنود والمساندة البحرية بالإضافة إلى توسعة مسرح العمليات الحربية.

## الاستراتيجية البريطانية
أصبح واضحاً للإنكليز في نهاية عام 1776 أن التهدئة في نيو إنغلاند صعبة للغاية بسبب نشاط الثوار الأمريكيين فيها، ومع ذلك قررت لندن عزل نيو إنغلاند والتركيز على المناطق الوسطى والجنوبية من الولايات المتحدة حيث يفترض أن الموالين لبريطانيا يتمتعون بقوة كبيرة. التقى الجنرال جون بورغوين اللورد جيرمان وزير الدولة البريطاني لشؤون المستعمرات والمسؤول الحكومي عن إدارة الحرب في ديسمبر 1776، وكان هدف الاجتماع وضع إستراتيجية بريطانية لعام 1777. كان هناك جيشان رئيسيان في أمريكا الشمالية: جيش الجنرال غي كارلتون في كيبيك، وجيش الجنرال ويليام هاو الذي أجبر جيش جورج واشنطن على التراجع من مدينة نيويورك.

### خطة الجنرال هاو لمهاجمة فيلادلفيا
كتب الجنرال هاو القائد العام البريطاني في أمريكا الشمالية إلى الوزير جيرمان في 30 نوفمبر 1776، عارضاً عليه خطة طموحة لعام 1777، وقال هاو أنه إذا تلقى تعزيزات كبيرة، فيمكنه شن هجمات متعددة، بما في ذلك إرسال 10 آلاف جندي إلى نهر هدسون للاستيلاء على ألباني في نيويورك، ثم يمكن لهذه القوات أن تتحرك في الخريف بقيادة هاو جنوباً للاستيلاء على العاصمة الأمريكية فيلادلفيا. لكن هاو سرعان ما غيَّر رأيه بعد كتابة هذه الرسالة، فالتعزيزات قد لا تصل، والجيش الأمريكي القاري انسحب خلال شتاء 1776-1777، وهو الأمر الذي جعل من فيلادلفيا هدفاً ضعيفاً، لذلك قرر هاو أن يجعل الاستيلاء على فيلادلفيا الهدف الأساسي لحملة عام 1777. أرسل هاو هذه الخطة المنقحة لجيرمان، واستلمها الوزير جيرمان في 23 فبراير 1777.

## خطة بورغوين للاستيلاء على ألباني
اقترح الجنرال بورغوين - الذي كان يسعى لقيادة جيش كبير - عزل نيو إنغلاند من خلال غزو المنطقة الواقعة من كيبيك إلى نيويورك، وهو الأمر الذي كان الجنرال كارلتون قد حاوله سابقاً في عام 1776، على الرغم من أنه أحجم عن القيام بغزو واسع النطاق بسبب قدوم الشتاء. تعرض كارلتون لانتقادات شديدة في لندن لعدم استغلاله التراجع الأمريكي عن كيبيك، ولم يكن محبوباً من قبل الوزير جيرمان، بالإضافة لمحاولة هنري كلينتون الفاشلة للاستيلاء على تشارلستون، ساوث كارولينا، كل ذلك زاد من أهمية بورغوين وأهَّله لتولي قيادة الحملة الشمالية في عام 1777. قدم بورغوين خطة مكتوبة إلى الوزير جيرمان في 28 فبراير 1777. وافق الوزير على الخطة، وكلَّف بورغوين قيادة الحملة الرئيسية.
تألفت خطة بورغوين من جزئين: سيقود بورغوين القوة الرئيسية المكونة من 8 آلاف رجل جنوباً من مونتريال على طول بحيرة شامبلين ووادي نهر هدسون في حين أن القوة الثانية التي تكوَّنت من ألفي رجل بقيادة باري سانت ستتحرك من بحيرة أونتاريو شرقاً إلى وادي نهر موهوك، وتتلاقى الحملتان للسيطرة على مدينة ألباني، ثم تلتقي قوات بورغوين مع قوات من جيش هاو، وتتابع تقدمها نحو نهر هدسون للسيطرة على بحيرة شامبلين (بحيرة جورج)، وهو الأمر الذي سيعزل نيو إنغلاند عن بقية المستعمرات الأمريكية.
وافق الوزير جيرمان على خطة بورغوين بعد أن تلقى رسالة هاو التي توضح بالتفصيل خطة هجومه المقترح على فيلادلفيا. من غير الواضح فيما إذا كان لجيرمان وهاو وبورغوين نفس التوقعات حول مقدار دعم الجنرال هاو للحملة في كيبيك، وما هو واضح أن الوزير جيرمان ترك لجنرالاته هامشاً كبيراً من حرية التصرف. وافق جيرمان في مارس 1777 على خطة هاو لاحتلال فيلادلفيا، ولم يعطه أي أوامر صريحة للتوجه إلى ألباني، ولكن جيرمان أرسل لاحقاً نسخة معدلة من تعليماته إلى كارلتون ذكر فيها بوضوح أن جيش الشمال سيلتقي مع جيش هاو في ألباني. في رسالة من جيرمان إلى هاو بتاريخ 18 مايو 1777: أوضح جيرمان أنه يجب تنفيذ حملة فيلادلفيا في الوقت المناسب بحيث تلتقي مع الجيش الذي سينطلق من كندا، وستكون القوات كلها تحت قيادة هاو. لكن الجنرال هاو لم يتلقَ هذه الرسالة إلا بعد أن انطلق من نيويورك متجهاً إلى تشيزابيك. كان أمام هاو خياران التقدم عبر نيو جيرسي أو عن طريق البحر عبر خليج ديلاوير، وكان الطريقان سيسمحان له بمساعدة بورغوين إذا لزم الأمر، لكنه سلك طريقاً أطول عبر خليج تشيزابيك مستهلكاً الوقت بحيث لا يقدم أي مساعدة لبورغوين، وهو الأمر الذي دفع منتقدي هاو لاتهامه بالخيانة المتعمدة.
عاد بورغوين إلى كيبيك في 6 مايو 1777، حاملاً رسالة من الوزير جيرمان تشرح الخطة لكنها تفتقر إلى بعض التفاصيل. أدى هذا لاختلافٍ حول القيادة وهو الأمر الذي ابتلي به البريطانيون طوال الحرب. فمثلاً كان الجنرال كارلتون حاكم كيبيك، رغم أن تعليمات جيرمان إلى بورغوين وكارلتون قد حدَّت بشكل كبير من دور كارلتون في العمليات العسكرية في كيبيك. دفع تقييد الصلاحيات هذا بالإضافة إلى إخفاق كارلتون في الحصول على قيادة الحملة، إلى استقالته في وقت لاحق من عام 1777، ورفض إمداد بورغوين بقوات من كيبيك، بل خصصها لتعزيز الحصون في كراون بوينت وتيكونديروغا.

## الاستراتيجية الأمريكية
لم يكن لدى جورج واشنطن - الذي كان جيشه يعسكر في موريستاون، نيو جيرسي - والقيادة العسكرية الأمريكية فكرة جيدة عن الخطط البريطانية في عام 1777. وكان الاهتمام الرئيسي لواشنطن وجنرالاته هوراشيو غيتس وفيليب شويلر هو تحركات جيش هاو في نيويورك، ولم يكن لديهم معرفة كبيرة بما كان يجري التخطيط له من قبل القوات البريطانية في كيبيك، على الرغم من اعتقاد بورغوين أن الجميع في مونتريال كانوا يعرفون ما يخطط له. اختلف الجنرالات الثلاثة حول ما هي الحركة الأكثر احتمالاً لبورغوين، وأيَّد الكونغرس الرأي القائل بأن جيش بورغوين سيتوجه إلى نيويورك عن طريق البحر. أدى هذا التردد الأمريكي - بالإضافة للاعتقاد بأن تقدم هاو باتجاه الشمال سيؤدي لعزله عن خطوط إمداده - إلى ضعف تعزيز الحاميات الأمريكية في هدسون وموهوك. قرر الجنرال شويلر إرسال فوج كبير بقيادة العقيد بيتر جانسيفورت في أبريل 1777 لتعزيز فورت ستانويكس في وادي موهوك كخط دفاع أول ضد التحركات البريطانية في تلك المنطقة. أمر واشنطن أيضاً بالإبقاء على أربعة أفواج في بيكسكيل، نيويورك، بحيث يمكن توجيهها إلى الشمال أو الجنوب بحسب التحركات البريطانية.
حشدت القوات الأمريكية في جميع أنحاء نيويورك في يونيو 1777، وكان تعداد هذه القوات 1500 جندي على طول نهر موهوك (تشمل قوات العقيد جانسيفورت)، بالإضافة لأكثر من 3000 جندي في مرتفعات نهر هدسون بقيادة الجنرال بوتنام، وحوالي 4000 جندي (تشمل الميليشيات المحلية) في تيكونديروغا.

## الاهتمام الدولي
اتبع وزراء خارجية فرنسا منذ حرب السنوات السبع السياسة العامة القائلة بأن استقلال مستعمرات أمريكا الشمالية البريطانية سيكون لصالح لفرنسا وسيضعف من الموقف البريطانيا، ولذلك عندما اندلعت الحرب في عام 1775، أقرَّ فيرجين وزير الخارجية الفرنسية آنذاك سلسلة من الاقتراحات التي أدت إلى دعم سري من فرنسا وإسبانيا للكونغرس الأمريكي، بالإضافة لبعض الاستعدادات في حال وقعت الحرب، بما في ذلك تعزيز القوات البحرية، لم يعتقد فيرجين أن المشاركة المباشرة في الحرب ستكون مجدية سياسياً حتى أثبت جيش واشنطن قوته وقدرته على كسب انتصارات عسكرية دون الحصول على مساعدات كبيرة. ولتعزيز المشاركة الفرنسية في الحرب راقب فيرجين الأخبار القادمة من أمريكا الشمالية ولندن، وعمل على تسهيل المشاركة الإسبانية في الحرب، ووصل فيرجين لحد اقتراح الدخول مباشرة في الحرب على الملك لويس السادس عشر في أغسطس 1776، ولكن أنباء سيطرة الجنرال هاو على مدينة نيويورك ألغت تلك الخطة.

## بداية الحملة
وصل معظم جيش بورغوين إلى كيبيك في ربيع عام 1776، وساهم في هزيمة قوات الجيش القاري وإجلائها عن المقاطعة. تضمنت القوات في كيبيك بالإضافة إلى القوات النظامية البريطانية عدة أفواج من الإمارات الألمانية المتحالفة مع بريطانيا تحت قيادة البارون فريدريك أدولف ريديزل. اختير من هذه القوات نحو 200 جندي بريطاني وما بين 300 إلى 400 جندي ألماني للمشاركة في الحملة على موهوك، وبقي حوالي 3500 جندي في كيبيك لحمايتها، ووضعت القوات المتبقية تحت قيادة بورغوين في حملته على ألباني. كان من المفترض أيضاً تعزيز القوات البريطانية بنحو ألفي رجل من قوات الميليشيا التي أنشأت في كيبيك، لكن كارلتون تمكن فقط من جمع ثلاث مجموعات صغيرة من قوات الميليشيا. وكان بورغوين يتوقع أيضاً أن تُعزز قواته بنحو ألف هندي خلال الرحلة لكنه لم يحصل إلا على 500. واجه جيش بورغوين أيضاً صعوبات النقل، وهو الأمر الذي لم يكن يتوقعه بورغوين ولا كارلتون على ما يبدو، لأن الحملة كان مخططاً لها أن تتحرك في البحر بشكل أساسي، ولكن كان هناك عدد قليل من العربات والخيول المتاحة لنقل كمية كبيرة من المعدات والإمدادات على الأجزاء البرية من الطريق، وفي أوائل يونيو أصدر كارلتون أوامر لشراء عربات كافية لتحريك الجيش. استعرض بورغوين وكارلتون القوات المتجمعة في سانت جونز على نهر ريشيليو شمال بحيرة شامبلين في 13 يونيو 1777، وأعطي هذا الاستعراض صبغة احتفالية. كانت الحملة تمتلك خمس سفن شراعية بنيت في العام السابق مع سفينة سادسة بنيت مؤخراً بالإضافة لثلاثة سفن أمريكية استولى عليها البريطانيون بعد معركة جزيرة فلكور، وقد وفر ذلك وسائل نقل وتغطية عسكرية للحملة.